# Agostino Catalano
Agostino Catalano (Palermo, 16 maggio 1949 – Palermo, 19 luglio 1992) è stato un poliziotto italiano, morto nella strage di via D'Amelio.

## Biografia
Agostino Catalano nacque a Palermo nel 1949. Entrò giovanissimo nella Polizia di Stato e rimase fino al 1970 per tornare nel 1978. Gli anni di lontananza dall'arma radicarono in lui ulteriormente i valori della Giustizia e della Legalità.
Prestò servizio presso la Squadra Mobile di Foggia, di Genova e di Palermo. Nel 1986 frequentò il corso di specializzazione per Agenti della Scorta presso il Centro di Addestramento e Istruzione della Polizia di Stato (C.A.I.P.) di Abbasanta, in Sardegna. Presso la Questura di Palermo svolse servizio di scorta e tutela a personalità politiche e della Magistratura, tra le quali padre Bartolomeo Sorge e il giudice Paolo Borsellino.
Nel 1989 fu promosso Assistente di Polizia di Stato e, nel 1990, Assistente Capo. Nel 1992 vinse il concorso per Vice Sovrintendente, ma la prematura scomparsa non gli diede modo di frequentare il corso di formazione per la nomina definitiva. Ebbe una carriera impeccabile, distinguendosi per meriti anche al di fuori del servizio. Il 16 maggio 1992, giorno del suo 43º compleanno, si rese protagonista del salvataggio di un bambino che rischiava di annegare nel mare di Mondello.
Insieme ai suoi colleghi Emanuela Loi, Walter Eddie Cosina, Vincenzo Li Muli, e Claudio Traina, affiancò fino alla fine il giudice Paolo Borsellino: tutti quanti persero la vita nell'attentato del 19 luglio 1992 in via D'Amelio, a Palermo. Oggi riposa nel cimitero di Santa Maria dei Rotoli.